# Mathieu Bonello
Pour les articles homonymes, voir Bonello.
Cet article possède un paronyme, voir Mattéo Bonello.

a Compétitions nationales et continentales officielles uniquement.

Dernière mise à jour le 2 juin 2021.
Mathieu Bonello, né le 23 septembre 1982 à Albi, est un joueur et entraîneur français de rugby à XV qui évolue au poste de talonneur.

## Biographie
Joueur du club de Gaillac depuis son plus jeune âge, Mathieu intègre l'équipe une à partir de 2002, sous les ordres de l'entraîneur castrais Alain Gaillard. Il participe aux épopées des phases finales de fédérale 1, perdues en demi-finales, en 2004 et 2005.
En 2006, le club tarnais accède enfin en Pro D2 et entre ainsi dans le rugby professionnel, ce qui demande de gros moyens. Les finances du club sont mises à mal et le club met la clé sous la porte en juillet 2007.
Mathieu Bonello signe au Castres Olympique où il retrouvera Alain Gaillard en cours de saison. Mathieu Bonello avec Castres participe aux phases finales du Top 14. Il devient champion de France en 2013 et vice-Champion de France 2014 face au Rugby Club Toulonnais champion d'Europe.
En juin 2011, il participe à la tournée des Barbarians français en Argentine pour jouer deux matchs contre les Pumas. Les Baa-Baas s'inclinent 23 à 19  à Buenos Aires puis l'emportent 18 à 21 à Resistencia.
En juin 2012, il participe à la tournée des Barbarians français au Japon pour jouer deux matchs contre l'équipe nationale nippone à Tokyo. Les Baa-Baas l'emportent 40 à 21 puis 51 à 18.
Il met un terme à sa carrière de joueur en juin 2016, pour débuter une carrière d'entraîneur à l'AS Lavaur puis entraîne en Nationale Massy. Il retourne dans le Tarn entraîner Albi.
Mais Bonello est limogé à cause de nombreuses tensions dans les vestiaires du SC Albi en février 2025.

## Palmarès

### Joueur
Avec le Castres olympique
- Championnat de France de Top 14 :
  - Champion (1) : 2013
  - Vice-champion (1) : 2014
  - Demi-finaliste (1) : 2012

Avec l'UA Gaillac
- Championnat de France de Federale 1 :
  - Champion (1) : 2006
- Championnat de France Reichel B :
  - Champion (1) : 2002

### Entraîneur
Avec l'AS Lavaur
- Championnat de France de Fédérale 1 : 
  - Vainqueur Trophée Jean Prat (1) : 2018